# Hiparc d'Eubea
Hiparc d'Eubea (grec antic: Ἵππαρχος, llatí: Hipparchus) va ser un polític de l'antiga Grècia natural de l'illa d'Eubea, actiu durant el segle iv aC.
Era un dels partidaris més fidels de Filip II de Macedònia, que el va recompensar donant-li el càrrec de governant (o, com deia Demòstenes, el càrrec de tirà) d'Erètria conjuntament amb Automedó i Clitarc. Es van imposar a la ciutat amb una força de mercenaris. Segons una anècdota de Plutarc, el rei Filip de Macedònia tenia una relació personal amb ell.